# Rethel
Rethel es una comuna francesa situada en el departamento de Ardenas, en la región de Gran Este.

## Historia
Durante la Fronda se desarrollaron varias batallas en la zona. En 1650 el ejército real venció a los frondistas, que ocuparon la villa entre julio de 1652 y julio de 1653.

## Demografía
| 7553 | 7994 | 8361 | 8339 | 7923 | 8052 | 7425 |
| Para los censos de 1962 a 1999 la población legal corresponde a la población sin duplicidades (Fuente: INSEE [Consultar]) |      |      |      |      |      |      |